# Sibylle av Brandenburg
Sibylle av Brandenburg, född 1467, död 1524, var en tysk regent. Hon var hertiginna av Jülich-Berg 1481–1511 som gift med hertig Wilhelm IV av Jülich-Berg. Hon var ställföreträdande regent för hertigdömet Jülich-Berg, med titeln guvernör, för sin frånvarande svärson Johan III av Kleve mellan 1511 och 1524. 
När hennes make avled 1511 övergick hertigdömet till hennes svärson genom hennes dotter. Eftersom hennes svärson hade ett eget rike, hertigdömet Kleve, och föredrog att regera det, fick Sybille istället regera Jülich-Berg i hans namn. Hon beskrivs som livlig och energisk och sades regera lika klokt som en mor för sitt folk. 